# Rivière Decoumte
Der Rivière Decoumte ist ein etwa 123 km langer Fluss in der Verwaltungsregion Nord-du-Québec im Norden der kanadischen Provinz Québec.

## Flusslauf
Der Rivière Decoumte verlässt den Lac Couture an dessen Südwestufer. Er fließt anfangs 90 km in westlicher Richtung. Dabei spaltet er sich über eine Strecke von 7 bis 8 km in zwei Flussarme auf, die sich wieder vereinigen. Nach weiteren 7 Kilometern passiert der Rivière Decoumte den See Lac Imarruaraarruk. Später erreicht er den See Lac Nalluruaq und wendet sich anschließend in Richtung Nordnordwest. Der Rivière Decoumte durchquert noch den Lac Prénoveau und mündet schließlich in das südliche Ende des Lac Papittukaaq. Dieser wird vom Rivière de Puvirnituq in westlicher Richtung entwässert.
Das Einzugsgebiet des Rivière Decoumte misst 13.701 km² und liegt südöstlich von Puvirnituq.

## Etymologie
Der Fluss wurde nach dem Abbé François Decoumte benannt.

## Abflusspegel
- Rivière Decoumte am Pegel oberhalb des Lac de Povungnituk – hydrographische Daten bei R-ArcticNET